# دیک کانر
دیک کانر (انگلیسی: Dick Conner; ۱۳ اوت ۱۹۳۱ – مه ۱۹۹۹ (۶۷ ساله)) بازیکن فوتبال اهل بریتانیا بود.
از باشگاه‌هایی که در آن بازی کرده‌است می‌توان به باشگاه فوتبال ترانمره راورز، باشگاه فوتبال ساوت‌همپتون، باشگاه فوتبال گریمزبی تاون، باشگاه فوتبال نیوکاسل یونایتد، و باشگاه فوتبال ساوت شیلدز اشاره کرد.